# Charles de Gueldre
Pour les articles homonymes, voir Maison d'Egmond.
Charles d'Egmont, né à Grave le 9 novembre 1467, mort à Arnhem le 30 juin 1538 fut duc de Gueldre et comte de Zutphen de 1492 à 1538. Il était fils d'Adolphe d'Egmont, duc de Gueldre et de Catherine de Bourbon.

## Biographie

### Jeunesse
Charles le Téméraire ayant  envahi le duché de Gueldre et emprisonné son père, Charles d'Egmont fut élevé à Gand et resta plus tard à la cour de la duchesse Marie de Bourgogne et de l'archiduc Maximilien, le futur Empereur. C'est ainsi que Charles accompagna l'occupant de son territoire dans sa guerre contre la France. Il fit sa première campagne sous les ordres d'Engelbert de Nassau, se distingua en 1485 aux sièges d'Ath et d'Audenarde, fut capturé par les Français près de Béthune et retenu prisonnier à Abbeville jusqu'en 1492.

### Retour dans le Duché de Gueldre

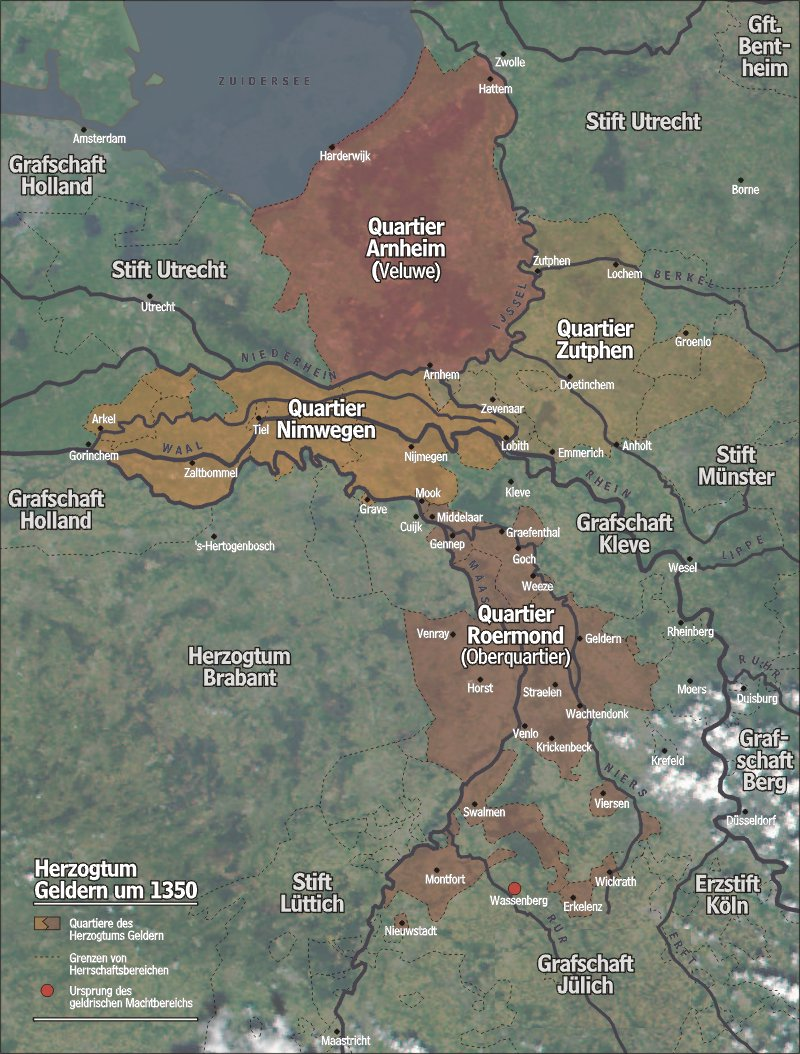
Carte du Duché de Gueldre

Les États de Gueldre n'avaient toutefois pas oublié leur jeune héritier. Ils ne supportaient qu'à contre-cœur la domination austro-bourguignonne. Ils rassemblèrent l'argent de la rançon auprès de tous les ennemis que Maximilien comptait dans le duché de Gueldre et le comté de Zutphen et payèrent sa rançon.
C'est ainsi que Charles sortit de sa prison en 1492 et retourna prendre possession de son héritage, où il fut reconnu par la plupart des nobles et des villes, malgré les menaces de Maximilien et les efforts de son administrateur, le comte Adolphe III de Nassau-Wiesbaden.
Les Français n'avaient pas fait un mauvais calcul en le libérant. La vie entière de Charles fut désormais consacrée à une guerre presque ininterrompue contre la Maison d'Autriche. Même s'il ne fut pas leur ennemi le plus dangereux, il fut l'adversaire le plus tenace de l'Archiduché, un ennemi infatigable qui considérait que ce combat était la tâche de sa vie.

### Guerres contre l'Empereur Maximilien et Philippe le Beau
Soutenu par le roi de France, il lutta pendant plus de vingt-cinq ans contre la Maison de Habsbourg, qui revendiquait le duché de Gueldre. Ce n'est qu'au Traité de Gorinchem (nl) en 1528 que l'Empereur Charles Quint le reconnut comme duc.
Charles de Gueldre avait épousé le 5 février 1519 Élisabeth de Brunswick-Lunebourg (en) (1494-1572), fille d'Henri VII de Brunswick, duc de Brunswick-Lunebourg, et de Marguerite de Saxe. Il n'en eût pas d'enfants.
À sa mort, bien que sa sœur la duchesse douairière de Lorraine et de Bar fît valoir ses droits, l'empereur donna le duché à Guillaume de Clèves. La duchesse-douairière transmit ses revendications à son fils, le duc Antoine II de Lorraine et de Bar qui ajouta les armoiries de Gueldre aux siennes.

### Mariage et progéniture
Charles n'avait pas d'enfants de son mariage. Un certain nombre de fils bâtards et de filles bâtardes sont cependant issus de lui.
- Charles dit l'Ancien bâtard de Gueldre (vers 1508-1568), né d'Anna van Roderlo († 1539). Il sera stathouder de Groningue, seigneur de Caldenhoven dans la Veluwe (1539); s'enfuit en tant que disciple du Zwinglianisme[1] au domaine Reichenberg près de Dantzig, en 1548 chef de guerre de la ville de Dantzig. Marié 1. en 1545 à Elizabeth Buning, 2. le 5 juin 1565 à Maximiliana van Arenberg, fille bâtarde de Jean de Ligne, comte d'Arenberg et stathouder de Frise, avec qui il eut des descendants. Sa mère a épousé Hendrik van Steenbergen en 1517.
- Catharina fille bâtarde de Gueldre (vers 1511 - Château Heukelom (nl), 1601), né de Johanna van Rietwijck. Elle fut mariée le 25 septembre 1532 à Walraven van Arkel († 1557), seigneur de Waardenberg, fils d'Otto van Arkel et de Walravina van Broekhuizen. Sa mère a épousé Joost van Swieten en 1517.
- Charles dit le Jeune fils bâtard de Gueldre (vers 1515 - 21 janvier 1576), seigneur de Spankeren (1538), marié le 4 mai 1538 avec Fenne van Brockhuysen († 1592/98) avec qui il eut des descendants. Il a reçu par don de son père, le domaine de Geldersweert (nl) lors de son mariage.
- Peter, fils bâtard de Gueldre († Kampen février 1566), chef d'un vendel (une compagnie) de Lübeck-Oldenburg dans la querelle des comtes de 1535, eut une fille.
- Adolf, fils bâtard de Gueldre († après 1549). En 1544, il vendit ses droits sur la dîme de Groot-Driel.
- Anna fille bâtarde de Gueldre († avant 1568), mariée 1. en 1520 avec Adriaen van Buren († 1527) seigneur d'Aldenhaag (nl), ministre à Nederbetuwe, juge de Tiel; 2. avec Claes Vijgh tot Blankenburg († 1595), seigneur d'Est, ministre au Nederbetuwe; a acheté Aldenhagen à sa belle-fille Elisabeth van Buren.

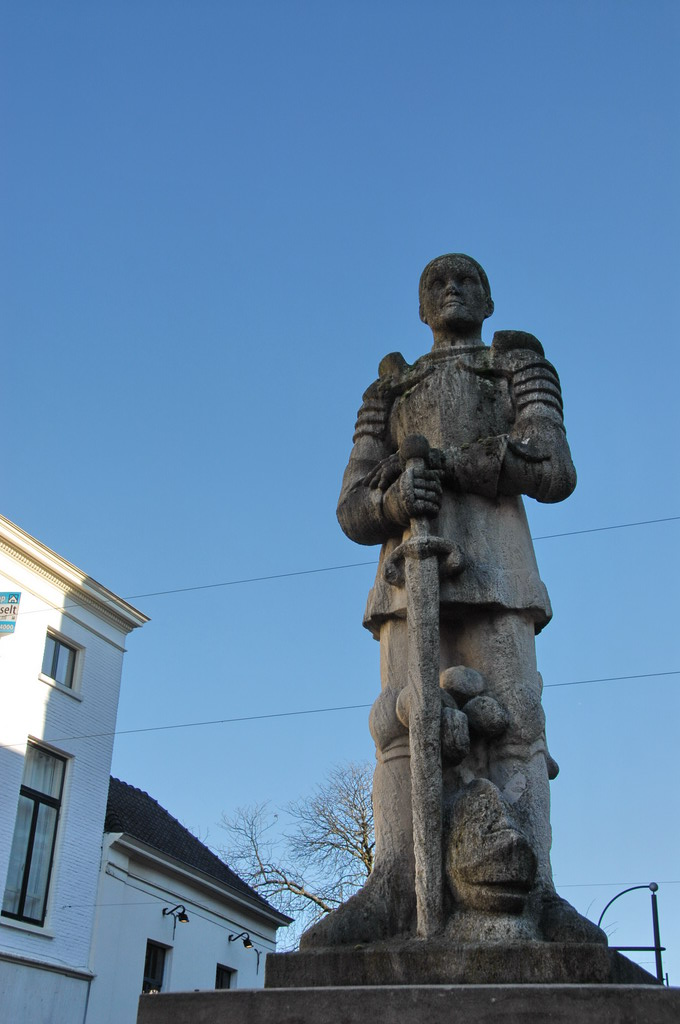
Statue de Charles à Arnhem
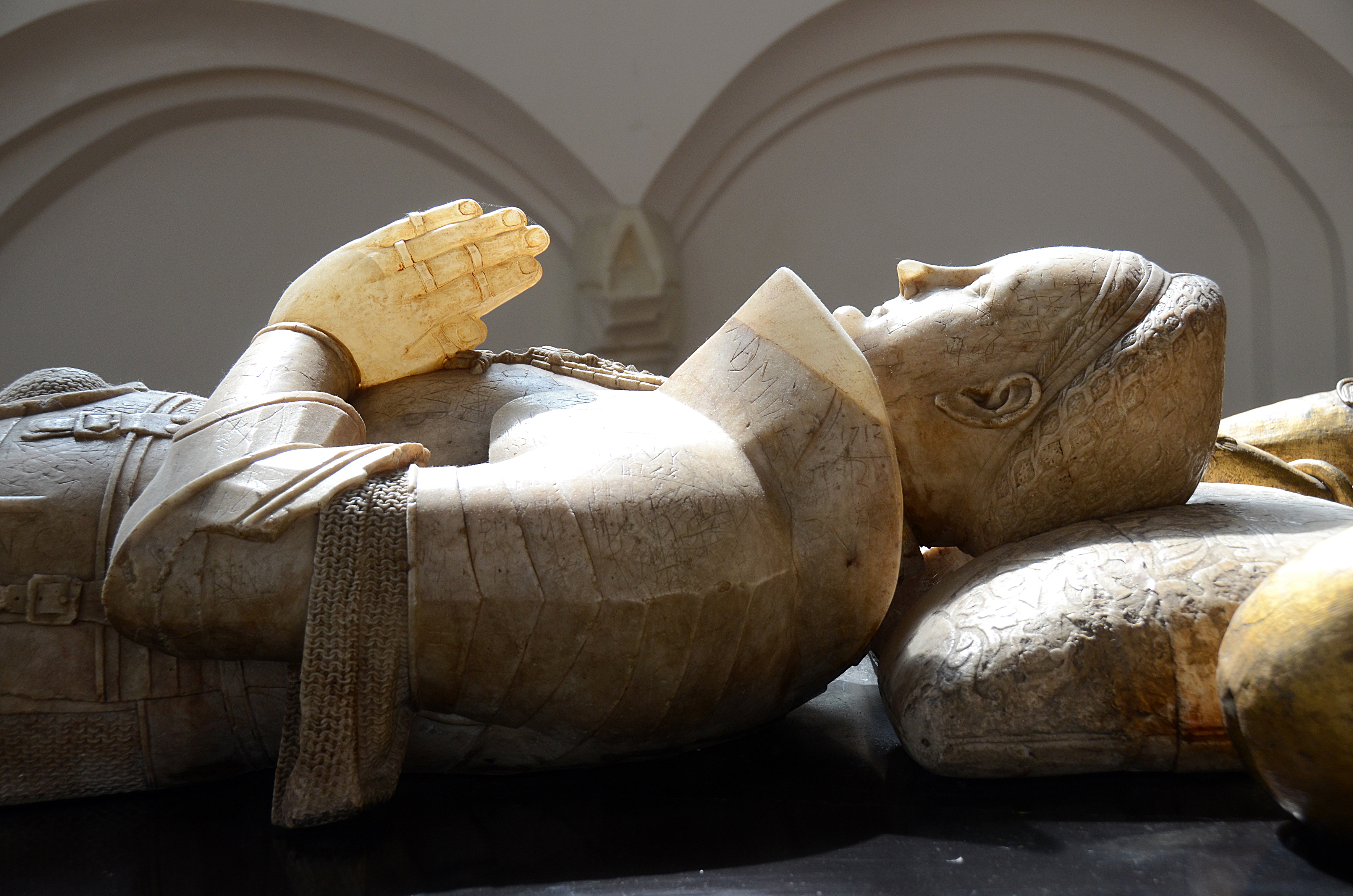
Tombeau de Charles dans la Cathédrale Eusèbe d'Arnhem

## Source
- Notices dans des dictionnaires ou encyclopédies généralistes :   - Biografisch Portaal van Nederland
  - Deutsche Biographie
- Notices d'autorité :   - VIAF
  - ISNI
  - LCCN
  - GND
  - Belgique
  - Pays-Bas
  - Israël
  - Vatican
  - WorldCat
- Louis Charles Dezobry et Théodore Bachelet, Dictionnaire de Biographie et d’Histoire, Paris, 1863 [détail de l’édition]